# Сефидари, Мария
Мария Сефидари Уичи (исп. María Sefidari Huici, род. 1982, Мадрид) — испанский психолог, преподаватель и специалист по коммуникации и испанской цифровой культуре. Эксперт по совместному управлению и культурному производству в Интернете и активист в области знаний и свободной культуры. С 20 июля 2018 года была президентом Фонда Викимедиа.

## Биография
Мария Сефидари родилась в Мадриде, где сейчас и проживает. Окончила факультет психологии Мадридского университета Комплутенсе, получила степень магистра по коммерции и туризму в том же университете. В 2014 году была стипендиатом программы Techweek Women Leadership Fellows, посвящённой поддержке лидерства молодых женщин в сфере бизнеса и технологий. С 2015 года является профессором магистерской программы в области цифровых коммуникаций, культуры и гражданства в Университете имени короля Хуана Карлоса.

### Свободные знания и культура
Сефидари, известная в Википедии как Raystorm, начала участвовать в проектах Викимедиа в 2006 году. Она обнаружила Википедию, — объясняла она в некоторых интервью, — когда её младшая сестра объяснила, что существует веб-сайт, который каждый может написать или отредактировать. «Все начинается, — говорит она, — когда вы начинаете увлекаться какой-либо темой и тратите много часов на улучшение статей, и вы видите, что существуют политики Википедии, которые следует изменить». Вскоре после этого она запустила ЛГБТ-википроект, чтобы сделать эти группы более заметными, а также улучшить и систематизировать весь контент, связанный с этой темой, вдохновившись аналогичным движением, существовавшим в английском разделе энциклопедии.
В дополнение работе по написанию статей Мария начала деятельность в движении Викимедиа. В 2011 году она стала одним из основателей Викимедиа в Испании и первым вице-президентом этой организации, а в 2015 году — группой пользователей Wikimujeres, которая сфокусировалась на темах заметности женщин и устранении гендерного разрыва. В движении Викимедиа работала в нескольких комитетах правления Фонда, в том числе в Комитете по членству и в Комитете по управлению Советом, где была председателем. В 2013 году была избрана в Совет Фонда Викимедиа, став первым испанцем, избранным в его состав. Входила в состав правления до 2015 года.
В 2016 году присоедилась к Фонду Викимедиа, по годичной вакансии, объявленной сообществом, и заняла пост вице-президента организации. Была утверждена в качестве вице-президента на второй срок в 2017 году. В эти годы принимала участие в многочисленных учебных курсах и мероприятиях по открытым и свободным знаниям и по внесению разнообразия и равенства в содержание Википедии.
В июле 2018 года была избрана президентом Фонда Викимедиа на 14-м ежегодной международной конференции Викимания, переизбрана в августе 2019 года..
В марте 2020 года объявила о том, что ждёт ребёнка и уходит по этой причине в отпуск на 4 месяца. Временно исполняющим обязанности президента Фонда Викимедиа назначена Наталия Тымкив..